# 34718 Cantagalli
34718 Cantagalli è un asteroide della fascia principale. Scoperto nel 2001, presenta un'orbita caratterizzata da un semiasse maggiore pari a 3,2167198 UA e da un'eccentricità di 0,1236491, inclinata di 6,15050° rispetto all'eclittica.
Il nome omaggia Michela Cantagalli, co-scopritrice col padre Luciano Tesi. 